# 前280年代
| 千纪： | 前1千纪 |
| 世纪： | 前4世纪 \| 前3世纪 \| 前2世纪                                                                              |
| 年代： | 前310年代 \| 前300年代 \| 前290年代 \| 前280年代 \| 前270年代 \| 前260年代 \| 前250年代                    |
| 年份： | 前289年 \| 前288年 \| 前287年 \| 前286年 \| 前285年 \| 前284年 \| 前283年 \| 前282年 \| 前281年 \| 前280年 |

前280年代從前289年1月1日開始，於前280年12月31日結束。

## 大事记
- 公元前288年，秦昭襄王稱西帝，遣使尊齊湣王稱東帝。皆棄帝號，恢復稱王。
- 公元前286年，齊灭宋，宋康王被殺。
- 公元前284年，燕上將樂毅會趙、秦、韓、魏，五國聯軍，大舉攻齊，陷齊七十餘城。楚遣大將淖齒救齊，淖齒殺齊湣王。秦、魏、韓，會於周都洛陽。
- 公元前283年，齊人攻殺淖齒，立故王太子法章，是為齊襄王。
- 公元前283年，秦昭襄王向趙國索和氏璧，聲稱用十五城交換。趙遣舍人藺相如執璧赴秦，見秦無誠意，完璧而歸。
- 公元前283年，衛嗣君卒，子衛懷君嗣位。

## 逝世
- 前286年，孟軻